# Eray Birniçan
Eray Birniçan (sinh 20 tháng 7 năm 1988) là một cầu thủ bóng đá Thổ Nhĩ Kỳ. Birnican là một thủ môn cho câu lạc bộ Thổ Nhĩ Kỳ ở Süper Lig Kasımpaşa. Anh cũng từng là cầu thủ trẻ quốc gia.